# Горожуп
Горожуп (алб. Gorozhup) је насељено место у општини Призрен, на Косову и Метохији. Према попису становништва из 2011. у насељу је живело 290 становника. У повељи цара Душана Немањића цркви Св. Николе у Добрушти дате „око“ 1355. године помиње се село Горожуп као део властелинства наведене цркве.

## Становништво
Према попису из 2011. године, Горожуп има следећи етнички састав становништва:
| Националност | 2011.        |
| Албанци      | 289 (99,66%) |
| Бошњаци      | 1 (0,34%)    |
| Укупно       | 290          |

| Демографија | Демографија | Демографија |
| Година      | Становника  | Становника  |
| ----------- | ----------- | ----------- |
| 1948.       | 376         |             |
| 1953.       | 337         |             |
| 1961.       | 332         |             |
| 1971.       | 457         |             |
| 1981.       | 408         |             |
| 1991.       | 423         |             |
| 2011.       | 290         |             |